# Polymyxine B
La polymyxine B, vendue entre autres sous le nom de marque Poly-Rx. 

## Usage médical
Est un antibiotique utilisé pour traiter la méningite, la pneumonie, la septicémie et les infections des voies urinaires , alors qu'elle est utile pour de nombreuses infections à Gram négatif, elle ne l'est pas pour les infections à Gram positif . Il peut être administré par injection dans une veine, un muscle ou un liquide céphalo-rachidien ou inhalé . La forme injectable n'est généralement utilisée que si d'autres options ne sont pas disponibles. Il est également disponible sous forme de combinaisons bacitracine/polymyxine B et néomycine/polymyxine B/bacitracine pour une utilisation sur la peau,

## Effets secondaires
Les effets secondaires courants lorsqu'il est administré par injection comprennent des problèmes rénaux, des problèmes neurologiques, de la fièvre, des démangeaisons et des éruptions cutanées. Les injections dans le muscle peuvent entraîner une douleur importante, d'autres effets secondaires graves peuvent inclure des infections fongiques, une anaphylaxie et une faiblesse musculaire. On ne sait pas si l'utilisation pendant la grossesse est sans danger pour le bébé. La polymyxine B agit en décomposant la membrane cytoplasmique, ce qui entraîne généralement la mort des cellules bactériennes .

## Histoire
L'utilisation médicale de la polymyxine B a été approuvée aux États-Unis en 1964 . Elle figure sur la liste des médicaments essentiels de l'Organisation mondiale de la santé . Elle est disponible en tant que médicament générique . Aux États-Unis, il en coûte environ 17 dollars américains par jour. En Europe, il n'est approuvé pour être appliqué sur la peau qu'à partir de 2015. Elle est dérivée de la bactérie Bacillus polymyxa .